# Xpeng Aeroht Land Aircraft Carrier
 (novembre 2024).
Le Land Aircraft Carrier de Xpeng Aeroht (小鹏 Aeroht 陆上飞行器 en chinois mandarin) est un véhicule hybride qui va combiner un monospace terrestre à six roues et un module aérien eVTOL vraisemblablement déployable en cinq minutes. Il sera donc conçu pour contourner les embouteillages et desservir des zones difficiles, avec des premières livraisons prévues en 2026.

## Historique
- Octobre 2021 : XPeng Aeroht dévoile son modèle de voiture volante de sixième génération, qui devrait entrer en production de masse en 2024, avec un prix de vente estimé à environ 1 million de yuans.
- Début 2022 : XPeng Aeroht annonce que son modèle de voiture volante X2 sera transporté à Dubaï pour effectuer des vols de vérification de conformité.
- Juillet 2022 : Le modèle de cinquième génération de voiture volante X2 de XPeng Aeroht est présenté. Ce véhicule pèse 560 kg, peut transporter deux passagers pendant jusqu'à 35 minutes et atteindre une altitude maximale de 1 000 mètres.
- Août 2022 : He Xiaopeng déclare sur Weibo que Ferrari est un modèle pour XPeng Aeroht, visant à créer une catégorie de véhicules à haute rentabilité et haute performance pour les consommateurs haut de gamme.
- Septembre 2022 : He Xiaopeng démissionne de son poste de président de XPeng Aeroht. Zhao Deli prend un rôle exécutif en tant que directeur exécutif et directeur général de la société.
- 27 mars 2024 : Publication de l'article mentionnant le Xpeng AeroHT eVTOL/Land Aircraft Carrier.
- 15 novembre 2024 : Présentation officielle du Land Aircraft Carrier à la 15e China International Aviation and Aerospace Exhibition à Zhuhai, Guangdong.
- Fin 2024 : Ouverture des pré-commandes pour le Land Aircraft Carrier.
- Dernier trimestre 2025-début 2026 : Début des premières livraisons du Xpeng AeroHT Land Aircraft Carrier[3],[4],[5],[6],[7].

## Caractéristiques techniques
| Caractéristique         | Détail |
| ----------------------- | --- |
| Type d'appareil         | Véhicule hybride terrestre/aérien eVTOL (décollage et atterrissage verticaux électriques) |
| Propulsion aérienne     | 8 hélices sur bras déployables, 8 moteurs électriques alimentés par batteries lithium-ion (potentiellement évolutives) |
| Châssis                 | Fuselage en fibre de carbone pour optimiser résistance et poids, pneus routiers servant aussi de train d'atterrissage |
| Design                  | Apparence de voiture avec hélices dissimulées, portes transparentes pour une visibilité en vol, cockpit intelligent avec tableau en verre et joystick, absence de poignées visibles, roues carénées pour réduire la traînée |
| Transition vol/conduite | Déploiement automatisé du module aérien depuis l’arrière, bras des hélices déployés en 4 points |
| Vitesse de croisière    | Non communiquée (terrestre et aérienne) |
| Systèmes de sécurité    | Propulsion électrique distribuée (DEP) offrant redondance, parachutes balistiques testés pour des atterrissages sûrs dès 50 m, impact réduit à 5 m/s grâce aux parachutes                                                   |
| Autres caractéristiques | Caméras remplaçant les rétroviseurs, contrôle automatique du module aérien depuis l’intérieur |